# Winter-Paralympics 1980/Ski Alpin
Bei den III. Winter-Paralympics wurden zwischen dem 2. und 8. Februar 1980 in Geilo 22 Wettbewerbe im Alpinen Skisport ausgetragen. Im Vergleich zu 1976 wurde die Alpine Kombination gestrichen.

## Medaillenspiegel
| Platz | Land               | Goldmedaille | Silbermedaille | Bronzemedaille | Gesamt |
| ----- | ------------------ | ------------ | -------------- | -------------- | ------ |
| 1     | Österreich         | 6            | 9              | 6              | 21     |
| 2     | Schweiz            | 4            | 2              | 3              | 9      |
| 3     | Vereinigte Staaten | 4            | 1              | 1              | 6      |
| 4     | BR Deutschland     | 3            | 2              | 7              | 12     |
| 5     | Kanada             | 2            | 3              | —              | 5      |
| 6     | Norwegen           | 2            | —              | —              | 2      |
| 7     | Frankreich         | 1            | —              | 1              | 2      |
| 8     | Tschechoslowakei   | —            | 1              | —              | 1      |

## Klassifizierungen
| Klasse | Einstufungen                                                                              |
| ------ | ----------------------------------------------------------------------------------------- |
| 1A     | Stehend, Eine Beinamputation oberhalb des Knies                                           |
| 2A     | Stehend, Eine Beinamputation unterhalb des Knies                                          |
| 2B     | Stehend, Beidseitige Beinamputation, leichte Zerebralparese oder ähnliche Einschränkungen |
| 3A     | Stehend, Eine Armamputation                                                               |
| 3B     | Stehend, Beidseitige Armamputation                                                        |
| 4      | Stehend, Eine Arm- und eine Beinamputation                                                |

## Frauen
| Disziplin    | Klasse | Gold                  | Silber            | Bronze            |
| ------------ | ------ | --------------------- | ----------------- | ----------------- |
| Riesenslalom | 1A     | Annemie Schneider     | Christine Winkler | Brigitte Rajchl   |
| Riesenslalom | 2A     | Lana Spreeman         | Lorna Manzer      | Janet Penn        |
| Riesenslalom | 2B     | Elisabeth Osterwalder | —                 | —                 |
| Riesenslalom | 3A     | Cindy Castellano      | Kathy Poohachof   | Franciane Fischer |
| Riesenslalom | 3B     | Brigitte Madlener     | Sabine Barisch    | Sabine Stiefbold  |
| Slalom       | 1A     | Annemie Schneider     | Christine Winkler | Ursula Steiger    |
| Slalom       | 2A     | Lorna Manzer          | Heidi Jauk        | Reinhilde Moller  |
| Slalom       | 2B     | Elisabeth Osterwalder | —                 | —                 |
| Slalom       | 3A     | Cindy Castellano      | Eva Lemezova      | Franciane Fischer |
| Slalom       | 3B     | Sabine Barisch        | Brigitte Madlener | Evelyn Werner     |

## Männer
| Disziplin    | Klasse | Gold               | Silber             | Bronze              |
| ------------ | ------ | ------------------ | ------------------ | ------------------- |
| Riesenslalom | 1A     | Peter Perner       | Greg Oswald        | Franz Meister       |
| Riesenslalom | 2A     | Markus Ramsauer    | Josef Meusburger   | Eugen Diethelm      |
| Riesenslalom | 2B     | Bernard Baudean    | Gerhard Langer     | Anton Berger        |
| Riesenslalom | 3A     | Rolf Heinzmann     | Heinz Moser        | Theo Feger          |
| Riesenslalom | 3B     | Cato Zahl Pedersen | Felix Gisler       | Niko Moll           |
| Riesenslalom | 4      | Doug Keil          | —                  | —                   |
| Slalom       | 1A     | Peter Perner       | Jim Cullen         | Hans Strasser       |
| Slalom       | 2A     | Josef Meusburger   | Markus Ramsauer    | Remy Arnod          |
| Slalom       | 2B     | Gerhard Langer     | Anton Berger       | Anton Ledermaier    |
| Slalom       | 3A     | Rolf Heinzmann     | Hubert Griessmaier | Dietmar Schweninger |
| Slalom       | 3B     | Cato Zahl Pedersen | Niko Moll          | Mathias Berger      |
| Slalom       | 4      | Doug Keil          | —                  | —                   |